# NGC 3281B
NGC 3281B is een lensvormig sterrenstelsel in het sterrenbeeld Luchtpomp. Het hemelobject werd op 2 mei 1834 ontdekt door de Britse astronoom John Herschel.

## Synoniemen
- PGC 83203